# 42-га піхотна дивізія (США)
42-га піхотна дивізія (США) (англ. 42nd Infantry Division (United States) — військове з'єднання, піхотна дивізія армії США, що входить до складу Національної гвардії армії країни. Дивізія брала участь у бойових діях Першої та Другої світових війн.
Штаб дивізії, яка організаційно входить до Національної гвардії армії штату Нью-Йорк, перебуває у місті Трой, у штаті Нью-Йорк. Частини та підрозділи 42-ї дивізії розосереджені по 14 різних штатах, зокрема у Коннектикуту, Мені, Меріленді, Массачусетсі, Нью-Гемпширі, Нью-Йорку, Род-Айленді та Вермонті.

## Історія
42-га дивізія армії США розпочала формування у серпні 1917 року, чотири місяці після вступу США у війну та комплектувалась військовозобов'язаними з 26 штатів та округу Колумбія, і за рекомендацією майора Д. Макартура здобула назву «Райдужна дивізія», через єдність американської нації протистояти ворогові. До складу дивізії увійшли 83-тя та 84-та піхотні бригади двохполкового складу, а також частини та підрозділи артилерії, інженерних військ та зв'язку.
42-га дивізія була відправлена на Західний фронт у листопаді 1917 року, однією з перших з'єднань Американських експедиційних сил у Франції. З прибуттям до Європи формування розпочало період інтенсивних тренувань та занять з бойової підготовки, готуючись до випробувань реаліями війни. З 1918 року дивізія взяла участь у чотирьох великих битвах на півночі Франції та в Бельгії: наступ у Шампані 1918 року, в другій битві на Марні, боях за Мен-Мієль та у Мез-Аргоннський операції під час 100-денного наступу військ союзників на Західному фронті. Загалом дивізія провела в боях 264 дні, зазнавши 14 863 втрати: 2 058 — загиблих та 12 625 — поранених.
Після нетривалого перебування у складі окупаційних військ у Німеччині, 42-га дивізія була розформована.
Вдруге дивізія «Веселки» була сформована 14 липня 1943 року на території Сполучених Штатів у Кемп-Грубері та у листопаді 1944 року перекинута на Європейський театр війни. До складу з'єднання увійшли 222-й, 232-й та 242-й піхотні полки, а також частини й підрозділи забезпечення та підтримки. 8—9 грудня 1944 року дивізія прибула до Марселя у Франції, де увійшла до 6-го корпусу 7-ї армії. 24 грудня 1944 року формування з'єднання вперше вступили у бій на околицях Страсбургу.
З січня 1945 року 42-га дивізія вела бої поблизу річки Рейн, відбиваючи спроби противника контратакувати в ході операції «Нордвінд». У цих боях військовослужбовець 1-го батальйону 242-го полку рядовий першого класу Віто Бертолдо був нагороджений медаллю Пошани за 48-годинний бій з утримання командного посту.
24-25 січня 1945 року воїни дивізії билися поблизу Швегуз-сюр-Модер та Агено, відбиваючи наступ німецьких підрозділів 7-ї парашутної, 47-ї фольксгренадерської та 25-ї панцергренадерської дивізій. У запеклих боях частини дивізії зазнали великих втрат, тому після змагань були відведені на доукомплектування та поповнення.

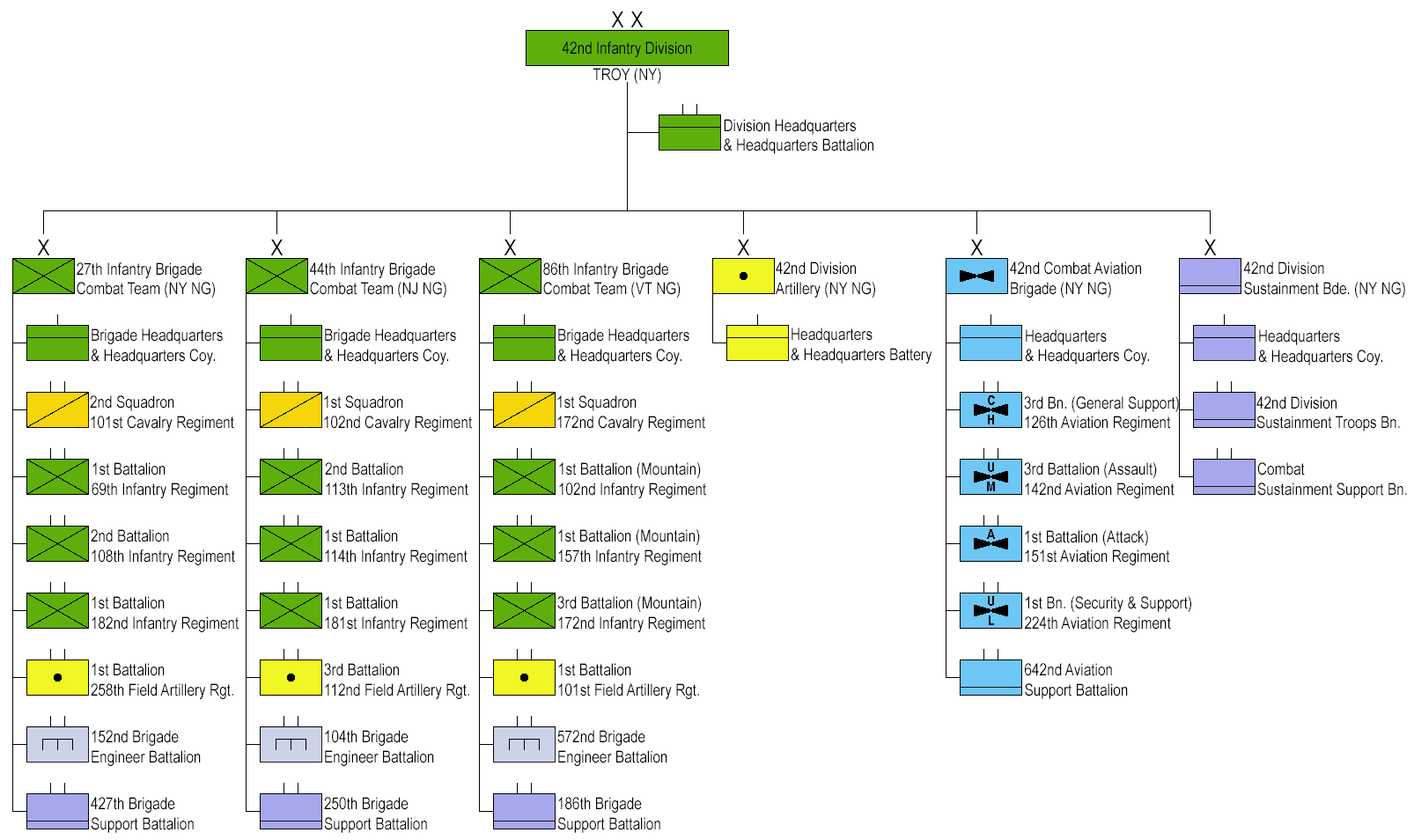
Організаційно-штатна структура 42-ї піхотної дивізії США

З лютого 1945 року 42-га дивізія перейшла у наступ, де вступили в бій із 6-ю гірською дивізією Вермахту. У затятих боях та бойових діях американські вояки протистояли німецьким частинам, доки 15-21 березня не прорвали лінію Зігфрида та вторглись до Західної Німеччини. Змагалась у битві за Дан та Бузенберг. Надалі прорвалась вглиб оборони німецьких військ та не опанувала 1 квітня місто Вертгайм-ам-Майн. Вояки дивізії увійшли до Вюрцбурга, який опанували після жорстких вуличних боїв з 2 по 6 квітня. Далі американці взяли Швайнфурт, та, долаючи затятий спротив, захопили Фюрт і вийшли на околиці Нюрнберга.
25 квітня частини дивізії опанували Донауверт на берегах Дунаю, 29 квітня визволили близько 30 000 в'язнів концтабору в Дахау, та наступного дня увійшли до Мюнхена. Військову кампанію на Західному фронтові 42-га піхотна дивізія закінчила у перші числа травня, вийшовши на австрійський кордон північніше Зальцбурга.
За 106 днів бойових дій дивізія втратила 3 971 особу, зокрема 553 — загинули в боях, 2212 — були поранені, 31 — зниклий безвісти та 1175 — потрапили у полон. Водночас підрозділи з'єднання захопили у полон 59 128 вояків противника.
Після війни у січні 1947 року дивізію розформували. Але, вже у вересні 1947 її відновили, залишивши у складі Національної гвардії армії США. Після завершення Холодної війни до складу 42-ї піхотної дивізії Нацгвардії були включені окремі підрозділи 26-ї піхотної та 50-ї бронетанкової дивізії США, що належали Національної гвардії армії штатів Массачусетс та Нью-Джерсі відповідно.
Після терактів 11 вересня 2001 року, дивізія залучалась до комплексу антитерористичних заходів, а згодом військовики брали участь у бойових діях в Афганістані, на Африканському рогу та в Іраку. Також підрозділи з'єднання взяли участь у забезпеченні безпеки на військовій базі в Гуантанамо на Кубі, де утримувались захоплені терористи та підозрювані особи.